# Jerome Karle
Jerome Karle, född Jerome Karfunkle den 18 juni 1918 i New York i New York, död 6 juni 2013 i Annandale i Fairfax County, Virginia, var en amerikansk kemist. Han tilldelades, tillsammans med Herbert A Hauptman, Nobelpriset i kemi 1985 med motiveringen 
"för deras avgörande insatser vid utveckling av direkta metoder för kristallstrukturbestämning",
Hauptman och Karle utvecklade effektiva matematiska metoder för att bestämma molekylstrukturer utgående från till exempel röntgenkristallografiska mätningar.